# Augusto Scalbi
Augusto Mateo Scalbi (Conesa, Provincia de Buenos Aires, 17 de julio de 1990) es expiloto y abogado argentino de automovilismo. Iniciado en el ambiente de los karts, donde participó en numerosos torneos, debutó profesionalmente en el año 2006 compitiendo en Europa, donde participara en categorías de Fórmula Renault y Fórmula 3, conquistando en su primera temporada el campeonato de la Formula Junior 1.6 by Renault, en Italia. Tras este título, conseguiría continuar participando en la Fórmula 3 Italiana compitiendo al comando de un Dallara-Opel del reconocido equipo Minardi, recibiendo el apoyo directo del propio Giancarlo Minardi. Luego de su paso por Europa, donde también compitió en la Fórmula 3 Española, retornaría a su continente donde seguiría su carrera en la Fórmula 3 Sudamericana, el Top Race V6 y el TC Mouras, hasta debutar en 2013 en el Turismo Competición 2000. Tras su última participación a nivel nacional, decidió retirarse de la práctica deportiva para abocarse a la finalización de sus estudios universitarios, logrando finalmente recibirse con el título de abogado en 2017.

## Trayectoria
| Año       | Categoría                                       | Automóvil           |
| --------- | ----------------------------------------------- | ------------------- |
| 1995-2005 | Piloto de karts                                 | Karting             |
| 2006      | Debut en Formula Junior 1.6 by Renault, Campeón | Tatuus-Renault      |
| 2007      | Fórmula 3 Italiana                              | Dallara-Opel        |
| 2008      | Fórmula Renault 2000 Italiana, 2 carrera        | Tatuus-Renault      |
| 2008      | Fórmula 3 España, 5 carreras                    | Dallara-Toyota      |
| 2009      | European F3 Open                                | Dallara-Toyota      |
| 2011      | Fórmula 3 Sudamericana Light                    | Dallara-Berta       |
| 2011      | Fórmula 3 Sudamericana, 3 carreras              | Dallara-Berta       |
| 2012      | Debut en TC Mouras, 4 carreras                  | Chevrolet Chevy     |
| 2012      | Debut en Top Race Series, 2 carreras            | Mercedes-Benz C-203 |
| 2013      | Debut en TC 2000, 5 carreras                    | Renault Fluence     |
| 2014      | TC 2000                                         | Honda New Civic     |
| 2014      | TC 2000                                         | Renault Fluence     |
| 2014      | 200 km de Buenos Aires del Súper TC 2000        | Chevrolet Cruze     |
| 2015      | TC 2000                                         | Renault Fluence     |
| 2016      | TC 2000                                         | Renault Fluence     |
| 2016      | TC 2000                                         | Peugeot 408         |
| 2017      | TC 2000, 2 carreras                             | Renault Fluence     |
| 2018      | TC 2000, 5 carreras                             | Fiat Linea          |

- [5]

### Resultados completos TC Mouras
| Temporadas           | Temporadas      | Fechas | Fechas | Fechas | Fechas | Fechas | Fechas | Fechas | Fechas | Fechas | Fechas | Fechas | Fechas | Fechas | Fechas | Posiciones finales |
| Equipos              | Automóvil       | Fechas | Fechas | Fechas | Fechas | Fechas | Fechas | Fechas | Fechas | Fechas | Fechas | Fechas | Fechas | Fechas | Fechas | Posiciones finales |
| -------------------- | --------------- | ------ | ------ | ------ | ------ | ------ | ------ | ------ | ------ | ------ | ------ | ------ | ------ | ------ | ------ | ------------------ |
| 2012                 | 2012            | 01     | 02     | 03     | 04     | 05     | 06     | 07     | 08     | 09     | 10     | 11     | 12     | 13     | 14     | 36 (11.00 puntos)  |
| JP Las Toscas Racing | Chevrolet Chevy | NP     | NP     | 24     | NP     | NP     | NP     | 21     | 24     | 20     | NP     | NP     | NP     | NP     | NP     | 36 (11.00 puntos)  |

### Trayectoria en Top Race
| Temporada | Categoría       | Automóvil           | Equipos           | Equipos           | Posición final     |
| --------- | --------------- | ------------------- | ----------------- | ----------------- | ------------------ |
| 2012      | Top Race Series | Mercedes-Benz C-203 | Midas Racing Team | Midas Racing Team | 28º (13.00 puntos) |

### TC 2000
| Año  | Equipo                    | Auto             | 1    | 2    | 3     | 4     | 5    | 6     | 7     | 8     | 9     | 10     | 11    | 12   | 13    | 14     | 15     | 16     | 17    | 18    | 19  | 20     | 21  | 22  | 23  | Res. | Puntos |
| ---- | ------------------------- | ---------------- | ---- | ---- | ----- | ----- | ---- | ----- | ----- | ----- | ----- | ------ | ----- | ---- | ----- | ------ | ------ | ------ | ----- | ----- | --- | ------ | --- | --- | --- | ---- | ------ |
| 2013 |                           |                  | RC   | BA I | RAF   | AG    | LP   | CON   | OLA   | ROS   | SJO   | JUN    | BA II | PDF  |       |        |        |        |       |       |     |        |     |     |     | 17°  | 27     |
| 2013 | Escudería Río de la Plata | Renault Fluence  | Ret  | NL   | 10    | Ret   | 8    | 6     |       |       |       |        |       |      |       |        |        |        |       |       |     |        |     |     |     | 17°  | 27     |
| 2014 |                           |                  | AG I | LP   | JUN   | MER   | BA I | PAR I | RC    | CON   | BA II | PAR II | AG II | GR   |       |        |        |        |       |       |     |        |     |     |     | 10°  | 112    |
| 2014 | Pro Rally                 | Honda Civic VIII | Ret  |      |       |       |      |       |       |       |       |        |       |      |       |        |        |        |       |       |     |        |     |     |     | 10°  | 112    |
| 2014 | JM Motorsport             | Renault Fluence  |      | Ret  | 6     | 2     | Ret  | 4     | Ret   | Ret   | 5     | 2      | 12    | 16†  |       |        |        |        |       |       |     |        |     |     |     | 10°  | 112    |
| 2015 |                           |                  | AG   | AG   | CON   | CON   | BA   | BA    | MER   | JUN   | JUN   | LP I   | LP I  | NDJ  | RAF   | RAF    | LP II  | LP II  | SL    | SL    | RC  | RC     | CDU | CDU |     | 4°   | 194    |
| 2015 | JM Motorsport             | Renault Fluence  | 16   | 10   | 1     | 16†   | Ex.  | 20†   | 1     | 2     | 9     | 9      | 1     | Ex.  | Ret   | Ret    | 6      | 2      | Ret   | 4     | 3   | 6      | 9   | 11  |     | 4°   | 194    |
| 2016 |                           |                  | SMM  | SMM  | CON I | CON I | BA I | BA I  | SJO   | SJO   | LP    | LP     | CDU   | CDU  | BA II | BA II  | CON II | CON II | RAF   | RAF   | AG  | RC     | RC  | PAR | PAR | 6°   | 245    |
| 2016 | JM Motorsport             | Renault Fluence  | 1    | Ret  | 3     | 20†   | 4    | 12    | 4     | 4     |       |        |       |      |       |        |        |        |       |       |     |        |     |     |     | 6°   | 245    |
| 2016 | DTA                       | Peugeot 408 I    |      |      |       |       |      |       |       |       | 7     | 2      | 9     | 1    | 15    | 17     | Ret    | 9      | 3     | 4     | Ret | 6      | 1   | 4   | Ret | 6°   | 245    |
| 2017 |                           |                  | AG I | AG I | BA I  | BA I  | CDU  | CDU   | PAR I | PAR I | RC    | RC     | BA II | SL   | SL    | PAR II | PAR II | AG II  | SMM   | CON   | CON | BA III |     |     |     | -    | -      |
| 2017 | JM Motorsport             | Renault Fluence  |      |      |       |       |      |       |       |       |       |        | Ret   |      |       |        |        | Ret    |       |       |     |        |     |     |     | -    | -      |
| 2018 |                           |                  | AG I | AG I | CDU   | CDU   | CON  | CON   | RC    | RC    | BA    | LP     | LP    | SL I | SL I  | AG II  | SMM    | SMM    | SL II | SL II | ROS | ROS    | PAR | PAR |     | 29°  | 6      |
| 2018 | Fiat JM Motorsport        | Fiat Tipo II     |      |      | Ret   | Ret   | 18   | Ret   |       |       | Ret   | Ret    | 13    | 18   | 20    | Ret    |        |        |       |       |     |        |     |     |     | 29°  | 6      |

### Súper TC 2000
| Año  | Equipo        | Auto              | 1   | 2   | 3   | 4    | 5   | 6    | 7   | 8   | 9   | 10  | 11  | 12  | 13    | 14    | Res. | Puntos |
| ---- | ------------- | ----------------- | --- | --- | --- | ---- | --- | ---- | --- | --- | --- | --- | --- | --- | ----- | ----- | ---- | ------ |
| 2014 |               |                   | RAF | VIE | AG  | ROS  | TOA | BA   | RES | SFE | SFE | SJU | TRH | COD | PDF   |       | -    | -      |
| 2014 | JM Motorsport | Chevrolet Cruze I |     |     |     |      |     | Ret  |     |     |     |     |     |     |       |       | -    | -      |
| 2015 |               |                   | JUN | ROS | OBE | TRH  | RAF | SL I | SFE | SFE | TOA | GR  | SMM | AG  | SL II |       | -    | -      |
| 2015 | Pro Racing    | Chevrolet Cruze I |     |     |     |      |     |      |     |     | 11  |     |     |     |       |       | -    | -      |
| 2016 |               |                   | TRE | ROS | SMM | AG I | TRH | OBE  | BA  | SFE | SFE | TOA | SJU | GR  | GR    | AG II | -    | -      |
| 2016 | YPF Chevrolet | Chevrolet Cruze I |     |     |     |      |     |      | 4   |     |     |     |     |     |       |       | -    | -      |

## Palmarés
| Título  | Categoría                     | Automóvil      | Año  |
| ------- | ----------------------------- | -------------- | ---- |
| Campeón | Formula Junior 1.6 by Renault | Tatuus-Renault | 2006 |